# Гутеев, Александр Сергеевич
Александр Сергеевич Гутеев (род. 18 июня 1967, Москва) — советский и российский футболист, вратарь.

## Карьера
В 1984—1988 годах был в составе «Торпедо», но за основной состав играл только в Кубке Федерации. После призыва в армию играл в 1990—1994 годах в ЦСКА, за пять лет провёл в чемпионатах СССР и России 26 матчей. В 1994 году сорвался переход Гутеева в испанский «Бадахос», и Гутеев провёл два месяца в команде второй лиги «Кубань». С 1995 года играл за ярославский «Шинник». Последний матч в первенстве России провёл в 2001 году, в 2003 вышел на замену в матче Кубка Премьер‑лиги. Гутеев к тому моменту уже три года работал тренером, но был вынужден выйти на поле, так как первый вратарь Сафонов был удалён, второй вратарь Станев заболел, а третий — Лебедев — ушёл из команды. За 73 минуты не пропустил ни одного гола. В 2007 году был заявлен за «Шинник», но на поле не выходил. С декабря 2009 по июнь 2016 — тренер вратарей в нижегородской «Волге». С июня 2016 по декабрь 2017 — тренер вратарей в нижегородском «Олимпийце». С января 2018 по июнь 2019 — тренер вратарей в Ростове.. В июле 2019 стал тренером вратарей ивановского «Текстильщика». Перед сезоном 2022/23 перешёл в «Химки». С апреля 2023 по апрель 2024 года — тренер вратарей в клубе «Пари Нижний Новгород».
В июне 2025 года стал тренером вратарёй в самарских «Крыльях Советов».